# Groupe Direction
 (janvier 2016).
Si vous disposez d'ouvrages ou d'articles de référence ou si vous connaissez des sites web de qualité traitant du thème abordé ici, merci de compléter l'article en donnant les références utiles à sa vérifiabilité et en les liant à la section « Notes et références ».
Le groupe Direction est une ancienne cellule des Renseignements généraux (RG) français, spécialisée dans la surveillance des milieux gauchistes. Elle fit partie du dispositif d'encadrement de l'extrême gauche mis en place par le ministre de l'intérieur Raymond Marcellin après mai 68. 
Il fut dirigé par le jeune commissaire Philippe Massoni, futur préfet de police de Paris et conseiller du président Jacques Chirac pour la sécurité.
Le groupe Direction eut de nombreux contacts avec le SAC (Service d'action civique) de Charles Pasqua et Jacques Foccart.